# Římskokatolická farnost Hůrky
Římskokatolická farnost Hůrky je zaniklým územním společenstvím římských katolíků v rámci jindřichohradeckého vikariátu českobudějovické diecéze.

## O farnosti

### Historie
Hůrky vznikly jako hornická osada v roce 1634. Roku 1768 byla v místě zřízena lokální duchovní správa. Ta byla v roce 1781 povýšena na samostatnou farnost. Původní kaple byla začátkem 19. století zbořena a v letech 1814–1816 byl vystavěn farní kostel sv. Jakuba Staršího v empírovém stylu. Ve 20. století přestal být do farnosti ustanovován sídelní duchovní správce. Ke dni 31.12.2019 farnost zanikla.
| Kostel                        | Místo   | Bohoslužba             | Bohoslužba             | Poznámka            |
| ----------------------------- | ------- | ---------------------- | ---------------------- | ------------------- |
| Kostel sv. Jakuba Staršího    | Hůrky   | 1x ročně (poutní)      | 1x ročně (poutní)      | bývalý farní kostel |
| Kaple sv. Michaela archanděla | Senotín | neslouží se pravidelně | neslouží se pravidelně | obecní kaple        |